# Grand Prix automobile de Modène
Le Grand Prix automobile de Modène est une course automobile créée en 1927 et disparue en 1961. Elle se déroulait sur l'autodromo di Modena (en). L'épreuve portait le nom de « Circuit de Modène » jusqu'en 1947.

## Palmarès
| Année     | Vainqueur                   | Voiture      | Catégorie          | Circuit   | Résultats |
| --------- | --------------------------- | ------------ | ------------------ | --------- | --------- |
| 1927      | Enzo Ferrari Giulio Ramponi | Alfa Romeo   | Formule libre      | Modène    | Résultats |
| 1928      | Enzo Ferrari Eugenio Siena  | Alfa Romeo   | Formule libre      | Modène    | Résultats |
| 1934      | Tazio Nuvolari              | Maserati     | Formule Grand Prix | Modène    | Résultats |
| 1935      | Tazio Nuvolari              | Alfa Romeo   | Formule Grand Prix | Modène    | Résultats |
| 1936      | Tazio Nuvolari              | Alfa Romeo   | Formule Grand Prix | Modène    | Résultats |
| 1938      | Franco Cortese              | Maserati     | Voiturette         | Modène    | Résultats |
| 1939–1945 | Non couru                   | Non couru    | Non couru          | Non couru | Non couru |
| 1946      | Franco Cortese              | Lancia       | Sport              | Modène    | Résultats |
| 1947      | Alberto Ascari              | Ferrari      | Sport              | Modène    | Résultats |
| 1948–1949 | Non couru                   | Non couru    | Non couru          | Non couru | Non couru |
| 1950      | Alberto Ascari              | Ferrari      | Formule 2          | Modène    | Résultats |
| 1951      | Alberto Ascari              | Ferrari      | Formule 2          | Modène    | Résultats |
| 1952      | Luigi Villoresi             | Ferrari      | Formule 2          | Modène    | Résultats |
| 1953      | Juan Manuel Fangio          | Maserati     | Formule 2          | Modène    | Résultats |
| 1954–1956 | Non couru                   | Non couru    | Non couru          | Non couru | Non couru |
| 1957      | Jean Behra                  | Maserati     | Formule 1          | Modène    | Résultats |
| 1957–1959 | Non couru                   | Non couru    | Non couru          | Non couru | Non couru |
| 1960      | Joakim Bonnier              | Porsche      | Formule 2          | Modène    | Résultats |
| 1961      | Stirling Moss               | Lotus-Climax | Formule 1          | Modène    | Résultats |

## Source de traduction
- (sl) Cet article est partiellement ou en totalité issu de l’article de Wikipédia en slovène intitulé « Velika nagrada Modene » (voir la liste des auteurs).